# Gustavo Canales
Gustavo Javier Canales Bustos (General Roca, Argentina, 30 de marzo de 1982) es un exfutbolista argentino nacionalizado chileno. Jugó toda su carrera como centrodelantero y su último club fue Unión Española de la Primera División de Chile, equipo en el que militó en 4 ocasiones distintas y donde ganó el Torneo Transición 2013 y la Supercopa del mismo año. También fue protagonista en el club Universidad de Chile, donde ganó tres torneos nacionales, una Copa Chile y una Copa Sudamericana. Además tuvo un paso esporádico por la selección chilena.
Actualmente se desempeña cómo director técnico.

## Trayectoria

### Inicios (2004-2006)
Hijo de madre chilena y padre argentino. Su carrera profesional arrancó en el año 2004 en el club General Roca, en su paso por el conjunto Naranja fue el goleador de su equipo marcando 15 goles en 34 partidos por el Torneo Argentino B. Tras esta buena temporada pasó al Club Cipolletti de la tercera división argentina, de Río Negro y luego de buenas actuaciones dio otro pasito más en su carrera al fichar por Club Atlético Aldosivi para afrontar el Campeonato de Primera B Nacional 2005-06 donde solo duraría seis meses tras jugar apenas cinco partidos y no poder anotar, tras esto vuelve a Cipolletti a inicios de 2006. A mediados del año 2006 ficha por Guillermo Brown de Puerto Madryn, regresando así a la tercera división argentina, teniendo un discreto nivel marcando tres goles en doce partidos.

### Pasos por Chile y Colombia (2007-2008)
Deportes La Serena (2007)
En el año 2007, firmó por Deportes La Serena para el Torneo de Apertura. Anotó su primer gol como papayero el 28 de febrero de 2007, en el triunfo por 2-1 sobre O'Higgins por la sexta jornada del campeonato en el Estadio La Portada. Volvió a marcar en la décima jornada en la igualdad 1-1 ante Colo Colo. El 29 de abril marcó su cuarto tanto como granate en el triunfo por 2-1 sobre Santiago Wanderers por la Fecha 15 del Apertura, en la siguiente jornada marcó un doblete en la goleada por 3-0 sobre Deportes Puerto Montt de local, volvería a anotar por tercera fecha seguida en la caída por 1-2 sobre Cobresal en el Estadio El Cobre. El 9 de junio marco el primer triplete de su carrera en la goleada por 6-2 de Deportes La Serena sobre Ñublense. Y en la última fecha del Apertura 2007 marcó su undécimo gol en el campeonato por La Serena en la caída por 2-1 sobre Audax Italiano.
Canales tendría un semestre soñando anotando 11 goles en 13 partidos en los cinco meses que estuvo en los "Papayeros" y una expulsión destacada contra Coquimbo Unido en el Clásico de la Región de Coquimbo. Posteriormente partió a préstamo al Once Caldas de Colombia por un año.
Once Caldas (2007-2008)
En su estadía en el conjunto colombiano tendría un paso para el olvido jugando 33 partidos y marcando solo cuatro goles, tras finalizar el Torneo de Apertura 2008 volvió al club serenense de cara al Torneo de Clausura 2008.
Deportes La Serena (2008)
El 26 de julio de 2008 se despachó con un triplete en la igualdad cinco a cinco con Everton en el Estadio Sausalito por la sexta fecha del Torneo de Clausura, volvió a marcar en la undécima jornada frente a Unión Española (2-3) y en la siguiente fecha a Universidad de Concepción (2-1). Por la Fecha 14 marcó su sexto gol en el Clausura en la igualdad 3-3 con Ñublense, siguió su senda goleadora en la siguiente fecha al anotar un gol en la victoria por 2-1 sobre Provincial Osorno, el 1 de noviembre por la decimoctava fecha del campeonato marco un doblete sobre Palestino (3-0) y en la última jornada marcó un gol en la caída por 3-2 sobre Santiago Morning que finalmente dejó a los papayeros fuera de los play-off a pesar de hacer un buen campeonato, pero decayó en las fechas finales, de todos modos Canales logró llegar así a diez anotaciones en 16 encuentros durante el Torneo de Clausura 2008.

### Unión Española (2009)
A finales de 2008, firmó un contrato por 4 años con Unión Española. Marcó su primer gol como "hispano" el 15 de febrero de 2009 en el triunfo por 3-1 sobre Cobresal por la tercera fecha del Torneo de Apertura. Tras dos fechas sin anotar marcó en la igualdad 2-2 frente a Audax Italiano en el Clásico de colonias y también en un friccionado duelo, volvió a anotar en la siguiente fecha contra Palestino en el triunfo hispano por 2-1. El 21 de marzo anotó su cuarto gol en el club en la goleada por 5-2 sobre Colo Colo por la novena fecha. Dos fechas después volvió a inflar la redes contra Rangers (3-1) y su racha goleadora continuó contra O'Higgins (2-1), finalizó la fase regular anotando goles contra Santiago Morning (3-1), Universidad Católica (1-1), Universidad de Concepción (2-1) y Curicó Unido (3-1) de penal, siendo ese su último gol en la fase regular y finalizando con diez goles la misma, el conjunto adiestrado por Luis Hernán Carvallo terminó en el primer lugar con 38 puntos ganando 12 partidos de 17 posibles, también clasificándose para la Copa Nissan Sudamericana 2009.
Ya en los Playoffs quedaron emparejados con O'Higgins por los cuartos de final, la ida se jugó en el Estadio El Teniente e igualaron a uno, Canales anotó el 1-1 final, la revancha se jugó en el Santa Laura y el equipo de Carvallo goleó por 6-1 con doblete de Canales clasificándose así a semifinales por un global de 7-2, donde se enfrentaron a la Universidad Católica e igualaron 0-0 en los 210 minutos (sumando los 30 del alargue) y por ende tuvieron que ir a penales donde los rojos vencieron por 4 a 2 clasificándose a la final del Apertura, Canales inició la tanda para Unión y no falló. En la Final de Apertura jugaron contra la Universidad de Chile, con un leve favoritismo hacía la Unión se jugó el primer partido el día 4 de julio en el Estadio Nacional Julio Martínez Pradanos donde "azules" e "hispanos" igualaron 1-1 con goles de Emilio Hernández y Mario Aravena respectivamente. La revancha se jugó tres días después en el Estadio Santa Laura y los hispanos cayeron por 1-0 con solitario gol de Juan Manuel Olivera al minuto 63.
Así los "hispanos" terminarían como subcampeones del torneo y con Canales como una de sus figuras siendo el máximo goleador de su escuadra con 13 tantos en 21 partidos, convirtiéndose en el segundo goleador del campeonato compartido con Rubén Darío Gigena, detrás de Esteban Paredes solitario goleador con 17 anotaciones.
Su primer gol en el Torneo de Clausura 2009 lo marcó en la caída de visita por 2-1 sobre la Universidad de Chile por la cuarta fecha, el 5 de agosto realizó su debut internacional en un encuentro válido por la ida de la primera fase de la Copa Sudamericana 2009 contra La Equidad en el Estadio El Campín de Bogotá marcando un doblete en la igualdad 2-2. Por la quinta fecha del Clausura anotó un gol en el dramático triunfo por 4-3 sobre Municipal Iquique, el 2 de septiembre marcó un triplete en la goleada por 5-2 sobre Unión La Calera por la Copa Chile 2009. Por la Fecha 6 del Torneo de Clausura volvió a marcar por tercera jornada consecutiva en la caída por 2-4 sobre Audax Italiano.
El 1 de octubre por los Octavos de final vuelta de la Copa Sudamericana, Unión Española enfrentó a Vélez Sarsfield en el Estadio Santa Laura con la misión de revertir el 2-3 en contra sufrido en Argentina, empezarían bien ya que Jorge Ampuero marcó el 1-0 parcial al minuto 21 y a los 40 del primer tiempo apareció su goleador Gustavo Canales marcando el 2-0 parcial, ya para el segundo tiempo los argentinos reaccionaron y Leandro Caruso marcó en doble oportunidad igualando 2-2 el marcador, así los "hispanos" quedaron eliminados del torneo continental por un global de 4-5. En dicha copa, Gustavo marcó 3 tantos en 4 partidos.
El 9 de octubre marcó de penal en la igualdad 3-3 contra Rangers por el campeonato nacional, por la jornada 14 del Clausura se enfrentaron a Universidad Católica en el Santa Laura y en un partido parejo de principio a fin con mucha pierna fuerte los hispanos ganaron por un dramático 4-3 con dos goles de Canales, marcó su primer gol de la tarde al minuto 10 de partido tras un centro de Nicolás Núñez que encontró solo al delantero, quien definió con mucha tranquilidad sobre la salida del meta cruzado Paulo Garcés abriendo el marcador y su segundo gol fue al minuto 86 de partido cuando iban igualados 3-3 luego de un saque perfecto de Luis Marín y con un zurdazo de volea desde fuera del área de Canales, puso la pelota en un rincón imposible para Ignacio Hasbún (Garcés se fue expulsado al 33), marcando un supergolazo y el definitivo 4-3, tras esto se sacaría la camiseta recibiendo se segunda amarilla y siendo expulsado sumando su segunda expulsión en lo que va de torneo, como dato la Unión le cortó una racha de 19 partidos invictos a la Católica, finalmente el cuadro hispano terminó séptima en el Clausura con 25 puntos clasificándose a playoffs donde se enfrentaron a Deportes La Serena por los cuartos de final, en la ida igualaron 1-1 jugando de local y Gustavo anotó el gol hispano de penal, ya en la vuelta caerían por 2-1 en La Portada quedando eliminados.
En el Torneo de Clausura 2009 jugaría y anotaría menos goles que en el Apertura esto debido a 2 expulsiones, anotando así 8 goles en 12 partidos. Su año 2009 sería demasiado bueno al marcar 27 dianas en 39 partidos sumando todas las competiciones, su buen rendimiento le permitió ser transferido a River Plate.

### River Plate (2010)
Debutó en el conjunto millonario el 31 de enero de 2010 contra Banfield en el Estadio Monumental ingresando al minuto 67 por Rogelio Funes Mori en la caída de River por 0-1. El 28 de febrero marcó su primer gol como "millonario" en la igualdad 1-1 con Gimnasia de La Plata por la sexta fecha anotando al minuto 90 el uno a uno final, su segundo gol vino tres jornadas después en el triunfo por 2-0 sobre Huracán marcando al 76 el 2-0 final en el Monumental. El 25 de marzo jugó su primer y único Superclásico del fútbol argentino contra Boca Juniors en La Bombonera, jugaría todo el encuentro en la caída de su equipo por 2-0 ambos goles del chileno Gary Medel.
Después de una pobre temporada con Los millonarios donde convirtió solo 2 goles en 14 partidos, parecía que todo se encaminase a que el futbolista surgido del ascenso argentino se fuera a jugar a Ecuador para el Deportivo Quito, pero finalmente el pase se cayó por problemas familiares. Tras largar negociaciones y llegar a un acuerdo con River Plate, Canales regresó a Chile para volver a Unión Española para jugar la segunda mitad del torneo 2010.

### Regreso a Unión Española (2010)
Re-debutó con los "hispanos" el 23 de agosto de 2010 jugando todo el partido y recibiendo amarilla en la caída por 1-0 sobre Colo Colo en el Estadio Monumental por la Fecha 21 del Campeonato Nacional 2010, en la jornada siguiente marcó su primer gol en su regresó anotando en dos ocasiones en la goleada por 5-0 sobre Huachipato. El 2 de septiembre volvió a anotar de a dos en el triunfo por 3-0 contra Coquimbo Unido por la Copa Chile. El 17 de septiembre marcó otro doblete esta vez en la igualdad 2-2 con Santiago Morning por la jornada 24 del campeonato nacional.
El 27 de octubre marcó su quinto gol en el campeonato nacional en el triunfo por 2-1 sobre la Universidad de Chile, por la Fecha 30 anotó otro gol más en la goleada por 3-0 sobre Santiago Wanderers y dos jornadas después volvió a inflar las redes en la igualdad 1-1 con O'Higgins y en la siguiente en el triunfo de Unión Española por 4 a 2 sobre Unión San Felipe. Los "hispanos" terminaron quintos en el Torneo Nacional 2010 así a la vez clasificaron a una Liguilla para luchar por un cupo a la Copa Libertadores 2011.
El 12 de diciembre marcó un triplete en la goleada por 4-1 sobre la "U" algo que clasificó a su equipo a la final de la Liguilla Pre-Libertadores donde jugaron contra Audax Italiano, la ida se jugó el 15 de diciembre en el Estadio Santa Laura donde los dirigidos por José Luis Sierra sacaron una leve ventaja al ganar por 2-1, Braulio Leal y Gustavo Canales de penal anotaron para el local, mientras que Sebastián Pinto anotó para el visitante. Cuatro días después se jugó la revancha en el Bicentenario de La Florida e igualaron 1-1, los audinos abrieron la cuenta al minuto 31 tras un preciso pase de Fabián Benítez, Matías Campos Toro dejó en el suelo a Esteban González y con un derechazo cruzado, marcó el 1-0, doce minutos después Eduardo Rubio sacó un sorpresivo remate que rebotó el travesaño, y el artillero Canales, con mucha suerte, recogió con un cabezazo marcando el 1-1 final resultado que clasificó a la Unión Española a la Copa Libertadores 2011 como Chile 3 por un global de 3-2.
Canales tendría un gran semestre con los hispanos, por el Torneo Nacional 2010 jugó 13 encuentros marcando 9 goles, por la Liguilla Pre-Libertadores jugó los cuatro partidos anotando 5 veces y por la Copa Chile 2010 marcó dos goles en igual cantidad de partidos, lo que le dio un total de 19 partidos jugados y 16 goles convertidos.

### Universidad de Chile (2011)

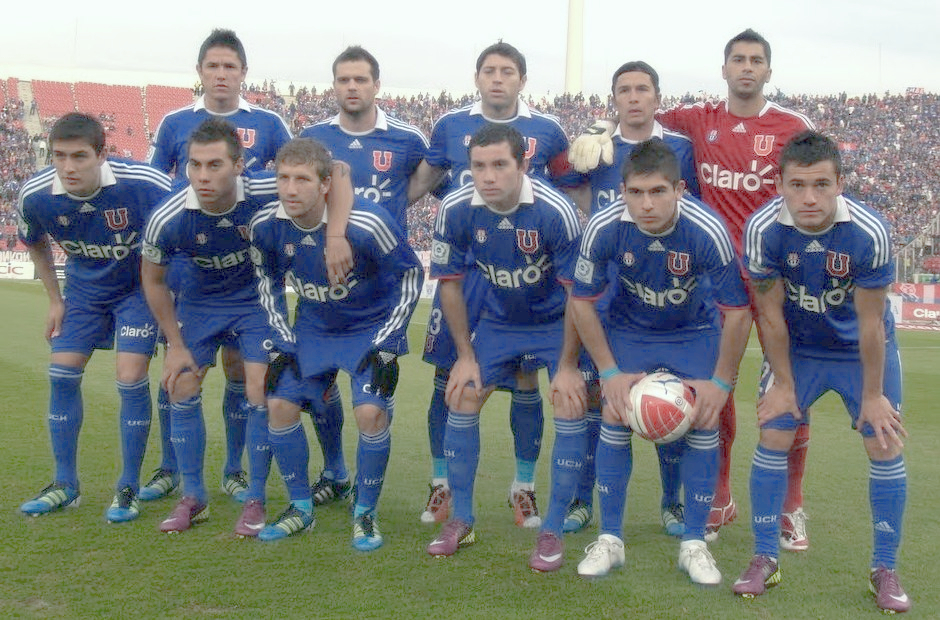
El año 2011 fue el mejor año en la carrera de Canales, tras ser campeón del Torneo de Apertura y Clausura, además de ganar la Copa Sudamericana 2011 de forma invicta siendo el centrodelantero titular de los azules.

El 20 de diciembre de 2010, Canales fue fichado por la Universidad de Chile por un monto de un millón 200 mil dólares, transformándose en el fichaje más caro entre equipo chilenos en ese entonces, club con el que se enfrentó durante su período en Unión Española en la liguilla para clasificar a la Copa Libertadores 2011.
Su debut en los azules se produjo el 29 de enero de 2011 en la igualdad 1-1 contra Deportes La Serena por la primera jornada del Torneo de Apertura en el Estadio La Portada jugando de titular hasta el minuto 87 por Eduardo Vargas, su primer gol como azul vino en la siguiente jornada marcando en el triunfo por 3-1 sobre Ñublense al minuto 15 tras un pase de Eduardo Vargas abriendo el marcador, su segundo gol en los azules fue en la tercera fecha, esta vez frente a Cobreloa en la goleada por 4-1 en calidad de visita. Tras dos jornadas sin anotar, volvió al gol en el triunfo por 5-1 sobre la Universidad de Concepción.
El 30 de abril se jugó el Superclásico del fútbol chileno entre la "U" y Colo Colo en el Estadio Nacional Julio Martínez Pradanos, Canales que venía jugando bajos partidos sería banca para esta ocasión, los "albos" abrirían la cuenta a través de Ezequiel Miralles al minuto 64 de partido, Canales ingresó al minuto 82 por Juan Abarca y cinco minutos después Luis Pavez cometió un penal sobre el ex albo Charles Aránguiz que el propio Canales cambiaría por gol igualando la acciones en Ñuñoa, dos minutos más tarde se vino un contragolpe azul a espaldas de la zaga alba, centro de Eduardo Vargas y cabezazo de Diego Rivarola para decretar el 2-1 final haciendo estéril la volada del meta Juan Castillo, quien posteriormente celebró el tanto con su típica polera de "Goku". En la siguiente jornada marcó un gol y dio una asistencia en el triunfo por 3-1 sobre Huachipato en el sur, de aquí en adelante siguió subiendo su nivel con el correr de los partidos. La "U" terminó segunda en la fase regular con 35 puntos, tres menos que la Universidad Católica.
El 26 de mayo marcó un gol en el triunfo por 2-1 sobre Unión San Felipe por los cuartos de final del Torneo de Apertura. Ya en las semifinales anotó un doblete en la contundente goleada por 7-1 sobre O'Higgins resultó que clasificó a la U la final del Apertura.
En la Final del Torneo de Apertura la escuadra dirigida por Jorge Sampaoli se enfrentó a la Universidad Católica de Juan Antonio Pizzi, el duelo de ida se jugó en el Estadio Nacional Julio Martínez Prádanos bajo 30 mil espectadores verían que la UC ganó por 2-0 con goles de Tomás Costa y Milovan Mirosevic, Canales sería titular y saldría al minuto 71' por Marcelo Díaz. La revancha se jugó en el mismo estadio y la "U" lograría una hazaña al ganar por 4 a 1 y dar vuelta la llave, la remontada comenzó al minuto 16' tras un gol de penal de Canales (héroe de la noche) luego de un foul de Rodrigo Valenzuela a Eduardo Vargas, pero solo siete minutos más tarde Marcos González cometió un grosero error que le permitió a Lucas Pratto igualar las acciones batiendo a Johnny Herrera, pero solo tres minutos después al 26' tras un tiro libre de Charles Aránguiz, Juan Eluchans intentó despejar, pero solo la peinó y mandó la pelota al fondo de su propio arco decretando el dos a uno a favor de los azules. Antes de finalizar el primer tiempo Tomás Costa se fue expulsado por doble amarilla en la UC. Solo a los seis minutos del segundo tiempo Canales generó un nuevo penal tras encarar a Enzo Andia que ante tanto amague no le quedó otra que bajarlo, el mismo delantero marcaría nuevamente de penal su segundo gol de la noche, la "U" concretó la remontada al minuto 55 de encuentro luego que Edson Puch sacará un centro por la izquierda y cuando aparecía Christopher Toselli, Canales se anticipó y marcó el 4-1 definitivo, firmando su tripleta (dos de ellos de penal), luego al minuto 78 se iría expulsado por doble amarilla, una vez finalizado el partido la U se coronó campeón del Torneo de Apertura 2011 bajando su 14° estrella.
Canales sería uno de los artífices en este título yendo de menos a más al jugar 20 encuentros y marcando 11 goles por el Torneo de Apertura, siendo el segundo goleador del torneo detrás de Matías Urbano con doce anotaciones, estando 1.488 minutos en cancha y también siendo importante en partidos decisivos como contra O'Higgins por semifinales o a la Católica en la final de vuelta.
El 31 de julio marcó su primer gol en el Torneo de Clausura en la goleada por 3-0 sobre Deportes La Serena. Cuatro días después jugaron la vuelta de la Definición Pre-Sudamericana con Deportes Concepción luego de haber igualado 2-2 en la ida y en un duro partido el "chuncho" ganó por 2-0 con un gol del "Mágico" Canales clasificándose a la primera fase de la Copa Sudamericana 2011, el rival de esta primera llave sería Fénix de Uruguay.
En agosto del mismo fue citado a la Selección chilena tras sus buenas actuaciones en Universidad de Chile para una a Europa, pero una tendinitis que acarreaba desde el Torneo de Apertura le impidió debutar, siendo intervenido quirúrgicamente por su club post gira europea en septiembre siendo un mes de baja para los azules.
El 22 de octubre volvió a las canchas luego de 2 meses en el duelo contra Palestino que finalizó 1-1, ingresó al minuto 67 por Diego Rivarola. El 3 de noviembre anotó su primer gol luego de 4 meses en el triunfo en calidad de visita por 2-1 sobre Arsenal de Sarandí un partido muy complicado, por la ida de los cuartos de final de la Copa Sudamericana, tres días después marcó un doblete y dio una asistencia en el sufrido triunfo de la U por 5-3 sobre Huachipato por el Torneo de Clausura y logró clasificar a la Copa Sudamericana 2012 como Chile 1, además aseguró el primer puesto de la fase regular.
Dos semanas después el 17 de noviembre se jugó la revancha con Arsenal de Sarandí y los azules ganarían claramente por 3-0 con un gol incluido de Gustavo. Dos semanas después por las semifinales vuelta contra Vasco da Gama en el Estadio Santa Laura, la U ganó por 2-0 con un gol de Canales y sumado al resultado de ida, clasificaron a la final de un torneo internacional por primera vez en su historia con un global de 3-1.

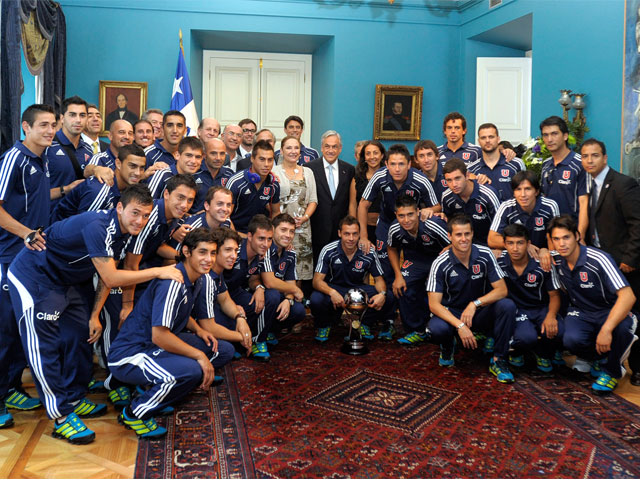
Gustavo Canales junto al plantel de la «U» campeón de la Copa Sudamericana 2011, siendo recibidos por el entonces presidente Sebastián Piñera en el Palacio de La Moneda.

La Final de la Copa Sudamericana la jugaron contra Liga de Quito, la ida se jugó el 8 de diciembre en el Estadio Rodrigo Paz Delgado y frente a 41 mil espectadores la "U" daría la sorpresa en Ecuador ganando por 1-0 con solitario gol de Eduardo Vargas, Canales jugó de titular recibiendo amarilla al 58 y saliendo al 72 por Francisco Castro. La revancha se jugó seis días después en el Estadio Nacional Julio Martínez Prádanos y la "U" daría un carnaval de fútbol goleando por 3-0 con goles de Eduardo Vargas al minuto 3, Gustavo Lorenzetti al 79 y nuevamente Edu Vargas al 87 logrando así el primer título internacional en la Historia del Club Universidad de Chile, Canales jugó nuevamente de titular sin ser un gran aporte en ambas finales, aunque tendría la chance de cerrar la llave al minuto 73 tras un mano a mano con Alexander Domínguez en el que no supo definir, salió sustituido al minuto 86 por el ídolo azul Diego Rivarola. El artillero azul sería uno de los hombres clave en el título continental azul jugando 8 partidos y convirtiendo 3 goles, estando 579 minutos en el campo de césped.
Regresando al torneo local, la U llegó a la Final del Clausura y se enfrentaron a Cobreloa, la ida se jugó el 26 de diciembre igualando 0-0 en el Zorros del Desierto en un opaco partido de ambos clubes, la vuelta se jugó tres días después en el Nacional, los azules abrirían la cuenta al minuto 24 tras una excelente jugada colectiva que armaron entre Charles Aránguiz y Marcelo Díaz, la que encontró en el área a Canales quien solo empujó la bola para marcar el 1-0, cuatro minutos más tarde apareció el mejor jugador de la U en el año 2011, Eduardo Vargas, para avanzar desde la mitad de cancha y superar, en la entrada del marco mayor, con un "sombrerito" sorprendente a Nicolás Peric y dejar las cosas 2-0, marcando un gol. Canales debió salir al minuto 32 de partido por una dolencia en su gemelo derecho siendo reemplazado por el argentino Matías Rodríguez quien solo tres minutos después cerró la final y el bicampeonato azul con un tiro cruzado de pierna diestra. Los azules así ganaron por un 3-0 final siendo dominadores del partido de principio a fin cerrando así un mágico 2011 con su tercer título anual.
A diferencia de torneo anterior, Canales no sería tan protagonista de este nuevo título azul debido a una tendinitis sufrida en agosto, aunque contribuyó con su granito de arena jugando 9 encuentros de 25 partidos (sumando la definición Pre Sudamericana) y marcando 5 goles además de estar 562 minutos y siendo parte de una de las temporadas más importantes en la historia del club, y en cuanto al año 2011 sería el mejor año en la carrera de Gustavo marcando 19 goles en 37 encuentros (más de un gol cada dos partidos) y sumando tres títulos a su palmarés los Torneo de Apertura y Clausura, además de ganar la Copa Sudamericana de forma invicta

### Dalian Aerbin (2012)
En enero de 2012 tuvo un fallido traspaso al Dalian Aerbin F.C. de China, por lo cual volvió a Universidad de Chile. Pero el sábado 4 de febrero confirma su sorpresiva salida de la "U" para enrolarse definitivamente en el club chino. La venta del jugador se concretó por US$ 2,6 millones y firmando un contrato de tres años, algo que generó muchas críticas entre hinchas y dirigentes azules.
Su debut en el conjunto chino se produjo el 11 de marzo de 2012 por la primera fecha de la Superliga de China en la caída por 0-1 contra el Tianjin Teda. Su primer gol en China fue en la siguiente jornada en la igualdad 3-3 contra el Dalian Shide, en la siguiente jornada el argentino-chileno volvió a marcar otra igualdad 3-3, esta vez con Shandong Luneng. Tras una jornada sin anotar volvió al gol en el triunfo por 3-1 sobre Shanghái Shenxin de local, en la sexta jornada marcó el gol del triunfo por la cuenta mínima contra Henan Jianye logrando así marcar cuatro goles en sus primeros seis partidos de liga. El 19 de mayo marcó luego de un mes en el empate 1-1 con Jiangsu Suning por la Jornada 11 y el 16 de junio anotó en el triunfo por 2-1 sobre Guangzhou R&F.
En su corto paso por el fútbol chino marcó seis goles en catorce encuentros.

### Arsenal de Sarandí (2012)
Tras permanecer tan solo un semestre en China el jugador decide retornar a Sudamérica tras no adaptarse al fútbol chino, recalando en el actual campeón argentino Arsenal de Sarandí, por expresa petición de su técnico Gustavo Alfaro para enfrentar el segundo semestre del año 2012.
Su debut se tardó en llegar esto debido una lesión en la rodilla, debutó recién el 6 de octubre de 2012 en la igualdad 0-0 contra San Lorenzo de Almagro en el Estadio Nuevo Gasómetro por la décima jornada del Torneo Inicial 2012 ingresando al minuto 61 por Nicolás Aguirre. El 7 de noviembre enfrentó a Boca Juniors por la Supercopa Argentina 2012 jugó los 90 minutos en la igualdad 0-0, por ende el encuentro se definió en tanda de penales y Arsenal se coronó campeón de la primera edición de la Supercopa Argentina por 4-3 tras el penal errado de Nicolás Colazo. Canales pateó un penal comenzando la tanda para Arsenal y no falló.
Posteriormente a esto, fue acusado de dopaje a finales de 2012, siendo sancionado por el resto del torneo argentino y unos días después Arsenal le rescindió contrato, en su pobre pasó por el fútbol argentino solo jugó ocho duelos sin poder anotar.

### Tercera etapa en Unión Española (2013-2014)
Luego de su problema de dopaje, Arsenal de Sarandí decide dar por terminado su contrato, lo que facilitó su llegada a la Unión Española de Chile, para el Torneo de Transición 2013.

#### Temporada 2013
El 27 de marzo de 2013 volvió a jugar por la camiseta hispana, en el duelo contra la "U" por las semifinales ida de la  Copa Chile estando todo el encuentro en cancha en la igualdad 0-0 y jugando un partido luego de 3 meses por sus sanción por dopaje. Una semana y media después el 6 de abril marcó su primer gol desde su retorno en el triunfo por 3-1 sobre la Universidad Católica en calidad de visita por la décima fecha del Torneo de Transición 2013, ahí Canales ingresó desde el entretiempo marcando el 2-1 transitorio al minuto 77 desde la medialuna con un remate bajo batiendo a Christopher Toselli.
Un mes después marcó su segundo gol en el triunfo por 2-0 sobre Santiago Wanderers por la jornada 14, a falta de tres minutos para el final, con un potente derechazo venció al arquero "caturro" Mauricio Viana para sentenciar el 2-0 final, en la siguiente fecha anotó un triplete en el triunfo por 3-1 sobre Deportes Antofagasta que dejó a los hispanos como líderes del Transición con 32 puntos a falta de lo que Católica en esa misma jornada, en la jornada 16 del campeonato marcó el 1-1 transitorio contra Palestino al minuto 68 tras un contragolpe hispano, cuatro minutos después la Unión remontó el marcador gracias a Jorge Ampuero alcanzando así la 35 unidades y quedando muy cerca de bajar su séptima estrella.
Ya en la última fecha del Transición jugaron la definición del título con la Católica, Unión Española jugó con Colo Colo en el Estadio Santa Laura frente a 16 mil espectadores y ganaron por la cuenta mínima, corría el minuto 73 y tras un centro de Dagoberto Currimilla que empalmó Patricio Rubio logró romper la paridad y así desatar la locura en el coloso de Independencia bajando la séptima estrella hispana luego de ocho años de sequía y dos finales perdidas, a pesar de que la UC ganó por 2-1 a San Marcos de Arica en el norte y ambos equipos terminaron el torneo con 38 puntos y 12 triunfos, Unión Española fue campeón del Torneo de Transición por diferencia de gol (20 contra 17) y también se clasificaron para la Copa Libertadores 2014.
Canales se convirtió nuevamente en una de las figuras del cuadro hispano convirtiendo 6 goles en 9 partidos, estando 707 minutos en cancha y también que lo llevaron a bajar la séptima estrella de la tienda hispana en el Torneo de Transición.
Posteriormente logró la Supercopa de Chile 2013 tras superar 2-0 a la Universidad de Chile en el Estadio Regional Calvo y Bascuñán, partido donde anotó un gol y también se fue expulsado al minuto 76 tras un encontronazo con Osvaldo González, el ariete hispano le dio un manotazo en el rostro al defensor, quien de vuelta le respondió. Siete días después anotó de penal en la igualdad 2-2 contra la Universidad Católica por el Grupo 4 de la Copa Chile 2013/14 en un polémico duelo que terminó en una batalla campal entre ambos equipos.
Marcó su primer gol en el Torneo de Apertura 2013 en el triunfo por 2-0 en calidad de visita sobre Ñublense por la quinta fecha y nuevamente de penal, en la siguiente jornada volvió a anotar en un nuevo triunfo hispano por 2-0 ante Colo Colo en el Monumental y marcó su tercer gol en el torneo en otro triunfo del equipo de José Luis Sierra por 2-1 contra Everton. Su equipo terminó en el tercer lugar de la tabla con 28 puntos, pero a once de los líderes O'Higgins y Universidad Católica.
El segundo semestre de Canales no sería muy bueno, marcando apenas tres goles en nueve partidos por el Torneo de Apertura 2013, más uno en la Copa Chile y otro más en la Supercopa, un motivo fue porque su rendimiento se vio mermado por lesiones y complicaciones físicas.

#### Temporada 2014
Para el año 2014 subiría considerablemente su rendimiento superando sus complicaciones físicas y de paso convirtiéndose en una de las figuras de Unión Española como en el primer semestre de 2013.
Comenzó el año marcando un doblete en el triunfo por 2-1 sobre Huachipato por la Fecha 4 del Torneo de Clausura 2014. Dos fechas después marcó el gol del honor en la caída por 1-4 frente a Colo Colo. El 19 de febrero los hispanos debutaron en la Copa Libertadores 2014 frente a Independiente del Valle en el Estadio Rumiñahui de Sangolquí en la altura de Ecuador por la primera fecha del Grupo 2 donde chilenos y ecuatorianos empataron 2-2, Canales dio una asistencia al minuto 59 a Cristián Chávez quien anotó el 2-2 final y luego se fue expulsado por doble amarilla.
El 1 de marzo marcó en la igualdad 3-3 contra la Universidad de Chile por la novena fecha del Clausura, seis días después anotó un doblete en el triunfo por 3-2 sobre Audax Italiano por la décima fecha. El 12 de marzo lograron un vital empate 1-1 contra San Lorenzo de Almagro en Argentina por la tercera fecha del Grupo, Mauro Matos abrió la cuenta para los argentinos al minuto 20 y Canales al 83 anotó el 1-1 final, ocho días después se jugó la cuarta fecha del Grupo 2 y la Unión logró un valioso triunfo por 1-0 sobre San Lorenzo en el Santa Laura con solitario gol de Canales al minuto 67 luego que el ariete conectara un centro desde la izquierda y lo dejara sin opción al meta Sebastián Torrico.
El 3 de abril por la quinta fecha enfrentaron a Botafogo en el Estadio Maracaná de Río de Janeiro y la Unión daría el batacazo al ganar por la cuenta mínima con gol del propio Canales de penal al minuto 72 y clasificándose también para los octavos de final. Ya en la última jornada enfrentaron a Independiente del Valle en el Estadio Santa Laura, al minuto 12 el conjunto chileno abrió el marcador con un gol de Matías Campos tras asistencia de Gustavo y el propio Gustavo marcó el 4-3 momentáneo al 73 de penal, tres minutos después Daniel Angulo marcó su cuarto de la noche y el 4-4 también y Junior Sornoza a los 78' puso el definitivo 5-4 a favor de los ecuatorianos, aun así la Unión término líder de su grupo con 9 puntos, uno más que San Lorenzo y clasificándose a octavos de final.
Regresando al Torneo de Clausura anotó un doblete en el triunfo por 2-1 sobre la Universidad de Concepción por la Fecha 15 y en la siguiente jornada anotó el gol de Unión Española en la derrota por 1-3 contra O'Higgins. Los "hispanos" terminaron en el noveno lugar con 22 puntos ganando solo seis encuentros, Canales sería uno de sus puntos altos al anotar 9 goles en 11 encuentros.
Mientras tanto por la Copa Libertadores quedaron emparejados con Arsenal de Sarandí en los Octavos de final, en el duelo de ida igualaron 0-0 en Argentino mientras que la revancha jugada en Chile el conjunto chileno quedaría eliminado tras caer por 1-0 con gol de Diego Braghieri, Canales sería una de las figuras del cuadro hispano en aquella Copa jugando 7 partidos y marcando 4 goles.

### Regreso a Universidad de Chile (2014-2016)
El 18 de junio de 2014 se oficializó su traspaso al cuadro azul desde Unión Española, a cambio de US$ 1,2 millones por el 100% de su pase. Vuelve a vestir la indumentaria azul después de 2 años y medio aproximadamente, se le asigna la dorsal "19".

#### Temporada 2014/15
Hace su re-debut por Universidad de Chile el 20 de julio por la primera fecha del Apertura 2014, un encuentro ante Cobresal en la que su equipo se impuso por 3-1. Canales junto a Sebastián Ubilla y Patricio Rubio formaron el tridente ofensivo que alineó el técnico Martín Lasarte en su esquema de juego. Su primer gol en su regreso al equipo azul estuvo acompañado de otro mismo ya que marcó un "doblete" en la 2° fecha del Apertura, y fue frente a O'Higgins en Rancagua. En la siguiente fecha anotó un gol en el triunfo por 3-2 sobre Santiago Wanderers.
De la quinta a la novena fecha marco de manera sucesiva a Club de Deportes Iquique (2-2), Huachipato (2-1), Unión Española (1-0), Universidad de Concepción (1-0) y a Audax Italiano (3-2) logrando así 8 goles en sus primeros 9 partidos desde su regresó a la U.
Tras seis fechas sin anotar volvió a marcar en la jornada 16 el día 30 de noviembre en la goleada por 3-0 sobre Ñublense, ya en la última fecha del Torneo de Apertura la U, Santiago Wanderers y Colo Colo jugaron en simultáneo el día 6 de diciembre de 2014 para definir al campeón del torneo, la U y Colo Colo llegaron igualados con 41 puntos y Wanderers un punto menos, la U definía con Unión La Calera en el Nacional, mientras que Colo Colo y Wanderers en Valparaíso, en un reñido partido los azules lograron abrir la cuenta recién al minuto 89 tras un polémico penal convertido por Canales, saldría al 90 por Paulo Magalhaes, tres minutos después al 90+3' Matías Mier abrió la cuenta en Valparaíso para Wanderers y Gonzalo Barriga sepultó las aspiraciones albas, por ende la U fue campeón del Apertura con 44 puntos (uno más que Wanderers) bajando su estrella número 17.
Canales sería una de las figuras de la U al marcar 10 goles en 15 encuentros disputados (todos de titular) y también ganando su tercer campeonato nacional con el club.
El 3 de febrero de 2015 marcó su primer gol en el Clausura 2015 en la derrota por 2-3 contra Deportes Iquique por la Fecha 5, mediante lanzamiento penal, cuatro días después anotó nuevamente en el empate 2-2 con Huachipato. El 26 de febrero los azules se enfrentaron a Inter de Porto Alegre en calidad de visita por la segunda fecha del Grupo 4 de la Copa Libertadores 2015, cayeron por 3-1 complicando su clasificación a octavos y Canales marcó el gol azul al minuto 66 tras una habilitación de Sebastián Ubilla (luego de un pase de Gustavo Lorenzetti a Canales que con un tiro rasante batió a Alisson marcando el 1-2 transitorio. El 5 de marzo marcó el 3-1 final al minuto 78 en el sufrido triunfo sobre The Strongest de Bolivia de local por la tercera fecha, cerró el partido con una especie de volea pifiada que descolocó al portero Daniel Vaca.
El 22 de marzo marcó un doblete en el triunfo por 3-1 sobre Palestino por la Fecha 12 del Torneo de Clausura, una jornada después fue la figura del Clásico universitario al marcar un triplete en el triunfo por 4-2 sobre la Universidad Católica en el Estadio San Carlos de Apoquindo, en la Fecha 14 volvió a anotar por tercera jornada consecutiva ante Cobreloa, al minuto 26 Sebastián Martínez recuperó en mitad de cancha, encaró por derecha, avanzó varios metros y encontró a Canales en el área, que eludió a dos con un enganche y batió a Luciano Palos con un zurdazo alto marcando el primero de la tarde, luego al 50 el nacido en Argentina se llevó a Ricardo Martínez a la derecha, y con un taco entre sus piernas lo eludió, su centro no pudo ser conectado por Ubilla pero sí por Maxi Rodríguez, que marcó el 3-0 y finalmente los azules golearon por 4-0, y en la siguiente fecha marcó nuevamente de cabeza abriendo la cuenta en el triunfo por 4-1 sobre Barnechea en calidad de visita y así Canales logró marcar 7 goles en los últimos 4 partidos de liga, en dicho duelo con Barnechea salió al minuto 47 por lesión, siendo sustituido por Leandro Benegas, el delantero sufrió una lesión en el tobillo que lo dejó fuera del último duelo de la U en la Libertadores y del resto del Clausura.
La "U" no tendría un buen Torneo de Clausura al finalizar séptimo con sólo 26 unidades, a ocho del campeón Cobresal, en lo personal para Canales fue bueno 9 goles en 10 encuentros (casi un gol por partido). Mientras que en la Copa Libertadores 2015 los azules tuvieron una paupérrima participación, ya que ganaron tan solo 1 de los 6 partidos de su grupo quedando en el cuarto lugar con 3 puntos y con una diferencia de gol de -9, de esta forma quedando eliminado en la fase de grupos por tercer año consecutivo.

#### Temporada 2015/16
El 16 de agosto marcó un gol en el triunfo por 4-2 sobre San Luis de local por la Fecha 3 del Apertura 2015, tres días después anotó un doblete en la igualdad 2-2 contra O'Higgins por la Fecha 2 (pendiente), cuatro días después el 23 de agosto anotó el único gol en el triunfo por 1-0 sobre San Marcos de Arica en el norte logrando anotar cuatro goles en una semana. El 30 de agosto marcó al minuto 23 el 1-0 sobre Palestino en un duelo que acabó 4-4, así Canales logró marcar 5 goles en las cinco primeras fechas.
El 9 de septiembre la U enfrentó a San Luis de Quillota en el Nacional por los octavos de final vuelta de la Copa Chile con el objetivo de dar vuelta el 1-3 sufrido en la ida, los azules abrieron la cuenta al minuto 48 con gol de Matías Rodríguez, luego al 84 Canales de penal igualó la serie y al minuto 90+2 Canales nuevamente desde los 12 pasos dio vuelta la llave marcando el 3-0 final (4-3 global). El 24 de septiembre marcó su sexto gol en el Apertura en el triunfo azul por 2-1 sobre Cobresal por la séptima fecha. El 30 de septiembre, se consagró nuevamente campeón con la camiseta de la U en el duelo entre Universidad de Chile y Universidad de Concepción por la Supercopa de Chile en el Estadio Germán Becker de Temuco, jugando todo el encuentro, en donde su club ganó por 2-1.
Durante el mes de octubre el jugador se sometió a una operación  luego de fracturarse un dedo del pie, quedando fuera de las canchas el resto del 2015.
El 2 de diciembre de 2015, se consagraría campeón de la Copa Chile frente a Colo-Colo luego de empatar a 1 en los 90 minutos y en penales ganando por 5-3. En dicho partido Canales no jugaría debido a su lesión aunque formó parte del cuadro campeón de la Copa tras jugar 6 partidos en ocho encuentros.
Mientras que en el Torneo de Apertura 2015 las cosas no irían bien para los azules al terminar en el duodécimo lugar con solo 17 puntos de 45 posibles, siendo además el equipo más goleado con 30 goles en contra y con un paupérrimo rendimiento de apenas 37,8%. Canales jugó ocho partidos por ese torneo marcando seis goles, además vio acción en la Supercopa de Chile torneo en el cual fueron campeones.
El 24 de enero de 2016 por la segunda fecha del Torneo de Clausura, ingresó al minuto 62 por Luis Fariña y al 81 de partido marcó el momentáneo 6-1 de la U sobre O'Higgins volviendo a marcar desde su lesión, partido en el que los azules terminaron ganando por un categórico 8-1. Por la tercera jornada volvió a ingresar desde el banco al minuto 50 por Fariña y marcó el 1-1 final al minuto 60 de partido en el duelo contra San Luis de Quillota. El 3 de febrero los azules se enfrentaron a River Plate de Uruguay por la ida de la Primera fase de la Copa Libertadores 2016 y cayeron por 2-0 en Uruguay jugando un bajo partido, seis días después se jugó la revancha y el conjunto chileno quedó eliminado del torneo tras igualar 0-0 en otro paupérrimo partido de los dirigidos de Sebastián Beccacece. El 28 de febrero en el duelo contra Cobresal por la Fecha 7 del Clausura Canales fue la figura tras asistir a Sebastián Ubilla para que marcase el 2-1 al minuto 44, luego el propio jugador anotó al 69' el 3 a 1 y finalmente asistió a Matías Parada al minuto 81 para el 4-1 final en el norte.
En los últimos meses, el delantero no podría superar las lesiones que lo marginaron de varios partidos por lo que el 23 de mayo de 2016 decidió rescindir su contrato con el cuadro azul tras dos años donde consiguió tres títulos (1 liga, 1 Copa Chile y una supercopa) jugando 58 partidos marcando 36 goles.

### Botafogo (2016-2017)
El 25 de mayo de 2016 firmó por Botafogo hasta finales de 2017 solo dos días después de dejar la U.
Su debut en el conjunto brasileño fue dos meses después el 16 de julio en el empate 3-3 contra Flamengo por la Fecha 15 del Brasileirao ingresando al minuto 66 por Sassá, luego el 11 de septiembre marcó su primer y único gol en el conjunto brasileño ingreso desde el entretiempo y anotando el 1-0 parcial en el triunfo por 2-0 sobre Cruzeiro en calidad de visita por la jornada 24.
Tras esto al mes siguiente en octubre fue operado de una rebelde lesión en el tobillo que sufrió en septiembre pasado y no volvería a volver a jugar en lo que resta del año. El 13 de marzo de 2017 el delantero llegó a un acuerdo para finalizar su vínculo con el Botafogo tras llevar seis meses sin jugar, su último paso por el extranjero sería un fracaso, que estuvo marcado por las lesiones y la poca confianza de su técnico Jair Ventura en él. Registrando solo un gol en once partidos jugados. Otro que motivo por el que habrían adelantado su salida, es su alto salario según medios brasileños que ganaba aproximadamente 59 millones de pesos chilenos, uno de los más altos de la plantilla.

### Cuarto paso por Unión Española y retiro (2017)
Inmediatamente surgieron rumores sobre su inminente retorno al torneo chileno, pero no sería hasta el campeonato siguiente en que Gustavo ficharía por cuarta vez por la Unión Española para el Torneo de Transición 2017 ahora dirigida por Martín Palermo.
Al ser un fichaje no solicitado por el técnico argentino sino que una gestión autónoma por parte de la dirigencia hispana, lo que sumado al estado físico en el que se encontraba al momento de su fichaje tras más de seis meses de inactividad, el jugador no vería acción hasta el 19 de agosto de 2017 por la cuarta fecha del Transición ingresando al minuto 80 por Sebastián Jaime bajo una ovación del pueblo hispano en el triunfo hispano por la cuenta mínima sobre San Luis de Quillota volviendo a jugar un partido profesional luego de once meses (el último fue el 25 de septiembre de 2016 en la caída por 1-0 de Botafogo sobre América Mineiro por el Brasileirao).
Hasta mediados del torneo, solo ingresaría tras lesiones y expulsiones de miembros del equipo titular. Sin embargo, el 22 de octubre debutó como titular contra Curicó Unido por la décima fecha marcando el único gol del partido al minuto 51 metiendo un certero cabezazo batiendo a Jorge Deschamps anotando tras 406 días y saliendo al 73 jugando un correcto partido, en la siguiente fecha Palermo le volvería a dar confianza nuevamente al ponerlo de titular otra ante Deportes Iquique teniendo una soberbia actuación ya que al minuto 21 marcó el uno a uno parcial con un exquisito cabezazo por encima del arquero Brayan Cortés y luego al 66 asistió a Juan Pablo Gómez para el 4-1 momentáneo, después Manuel Villalobos marcó el 2-4 para Iquique al 81 que fue el resultado final, en sus dos primeros partidos de titular en el equipo hispano Gustavo impactó de inmediato en el estilo de juego, que hasta entonces mantenía una solidez defensiva admirable pero carecía de gol y por lo mismo sería titular el resto de las fechas que quedaban.
El 26 de noviembre por la Fecha 13 volvió a anotar en el empate 1-1 con Deportes Temuco. Ya el 9 de diciembre en la última fecha del campeonato la Unión vendría disputado palmo a palmo el título con Colo Colo teniendo dos puntos que los albos, jugando en simultáneo los hispanos se enfrentaron a Everton en el Estadio Santa Laura, abrió el marcador al minuto 61 tras un centro de Sebastián Jaime que encontró el certero cabezazo de Canales encendiendo la ilusión para los hispanos ya que Colo Colo empataba a 0-0 con Huachipato en el sur a esa misma hora, después al 70 Pablo Aránguiz aumentó las cifras para los hispanos, pero a los 73 del duelo del cacique el árbitro Julio Bascuñán cobró penal que Jaime Valdés cambió por gol abriendo la cuenta en Concepción luego Octavio Rivero y Nicolás Orellana se encargaron de sepultar las chanches al título de la Unión, Canales saldría al minuto 84 de partido por Carlos Muñoz.
Convertiría 4 goles y daría 1 asistencia en los nueve partidos (6 de titular) que alcanzó a disputar por el equipo de sus amores en el Transición, que fueron en total 549 minutos que estuvo en el campo de juego, en el cual finalizó en el segundo lugar con 31 puntos (dos menos que Colo Colo) peleando por el título hasta el partido final, este segundo lugar le permitió jugar el Duelo de Subcampeones de 2017 contra la Universidad de Concepción para clasificarse a un torneo internacional.
En un duelo a dos partidos la ida Concepción ganó por 1-0 en calidad de local donde Canales no jugó, la revancha se jugó el 20 de diciembre en el Santa Laura donde los hispanos cayeron por 1-2, Gustavo jugó todo el encuentro donde le anularon un gol y esto permitió que Universidad de Concepción se clasificará a la Copa Libertadores 2018 como Chile 4 mientras que la Unión a la Copa Sudamericana como Chile 1.
Ese también fue su último partido como profesional ya que 19 de enero del 2018, y pese a las gestiones del equipo hispano para mantenerle por una temporada más, anunció su retiro de la actividad profesional.
En sus cuatro pasos por la Unión Española jugó 98 partidos marcando 71 goles y ganando dos títulos (El Transición y Supercopa de Chile 2013) transformándose en un ídolo para los hinchas hispanos.
A mediados de abril de 2018 se integra al directorio de Unión Española en calidad de director de la S.A.D.P. del club.

## Selección nacional
El 18 de agosto de 2011 fue citado a la Selección de fútbol de Chile tras sus buenas actuaciones en Universidad de Chile, pero la tendinitis que acarreaba desde varios meses antes le impidió debutar, siendo intervenido quirúrgicamente por su club el mismo día que regresó a Santiago. Sin embargo, volvería a ser nominado a la Selección dirigida por Claudio Borghi el 3 de noviembre de 2011 para las Clasificatorias al mundial de Brasil 2014 en los duelos contra Uruguay y Paraguay en medio de un ambiente difícil para la selección debido a un acto de indisciplina a días del duelo contra los charrúas, esta nominación también se debe para cubrir la baja de Mauricio Pinilla por lesión.
Debutó internacionalmente el 11 de noviembre en la dura caída por 4-0 contra Uruguay por la tercera fecha de las clasificatorias en el Estadio Centenario, ingresando al minuto 73 por Eduardo Vargas.
En enero del 2014, recibió otra convocatoria esta vez por el técnico Jorge Sampaoli (quien lo dirigió en la Universidad de Chile) para jugar un amistoso contra Costa Rica en Coquimbo el 22 de enero, relacionado con la preparación final de los nominados para el Mundial de Brasil 2014. Sin embargo, se informó el 18 de enero que se perdería el juego debido a una lesión. Meses después, Canales fue considerado en la pre-nomina de 30 jugadores para el Mundial debido a su buena forma en Unión Española, a pesar de perderse los partidos amistosos anteriores. Sin embargo fue descartado en la nómina final de 23 jugadores.
En octubre del mismo nuevamente es convocado por el técnico Jorge Sampaoli para afrontar los partidos amistosos del 10 y 14 de octubre ante Perú y Bolivia, pero una luxación en su hombro derecho lo termina dando de baja para estos compromisos.
Su última nominación por la Selección de Fútbol de Chile se produjo el 16 de enero de 2011 por la Clasificatorias al Mundial de Rusia 2018 en la victoria 2-0 sobre la Selección de Fútbol de Paraguay jugado en el Estadio Nacional de Santiago.

### Participaciones en Clasificatorias a Copas del Mundo
| Eliminatorias             | País   | Resultado   | Posición | PJ | Goles |
| ------------------------- | ------ | ----------- | -------- | -- | ----- |
| Eliminatorias Brasil 2014 | Brasil | Clasificado | 3.º      | 1  | 0     |

### Partidos internacionales
Actualizado hasta el 11 de noviembre de 2011.
| \| N.º \| Fecha \| Estadio \| Local \| Resultado \| Visitante \| Goles \| Competición \| \| ----- \| ----------------------- \| --------------------------------------- \| ---------- \| --------- \| --------- \| ----- \| ----------------------------- \| \| 1 \| 11 de noviembre de 2011 \| Estadio Centenario, Montevideo, Uruguay \| Uruguay \| 4-0 \| Chile \| \| Clasificatorias a Brasil 2014 \| \| Total \| Total \| Total \| Presencias \| 1 \| Goles \| 0 \| \| |                         |                                         |            |           |           |       |                               |
| N.º | Fecha                   | Estadio                                 | Local      | Resultado | Visitante | Goles | Competición                   |
| 1 | 11 de noviembre de 2011 | Estadio Centenario, Montevideo, Uruguay | Uruguay    | 4-0       | Chile     |       | Clasificatorias a Brasil 2014 |
| Total | Total                   | Total                                   | Presencias | 1         | Goles     | 0     |                               |

## Estadísticas

### Como jugador

#### Clubes
| Club                         | Div.          | Temporada     | Liga  | Liga  | Copas nacionales | Copas nacionales | Torneos internacionales | Torneos internacionales | Total | Total | Media goleadora |
| Club                         | Div.          | Temporada     | Part. | Goles | Part.            | Goles            | Part.                   | Goles                   | Part. | Goles | Media goleadora |
| ---------------------------- | ------------- | ------------- | ----- | ----- | ---------------- | ---------------- | ----------------------- | ----------------------- | ----- | ----- | --------------- |
| General Roca Argentina       | 4.ª           | 2004          | 34    | 15    | —                | —                | —                       | —                       | 34    | 15    | 0.44            |
| General Roca Argentina       | Total club    | Total club    | 34    | 15    | 0                | 0                | 0                       | 0                       | 34    | 15    | 0.44            |
| Cipolletti Argentina         | 3.ª           | 2004-06       | 25    | 10    | —                | —                | —                       | —                       | 25    | 10    | 0.4             |
| Cipolletti Argentina         | Total club    | Total club    | 25    | 10    | 0                | 0                | 0                       | 0                       | 25    | 10    | 0.4             |
| Aldosivi Argentina           | 2.ª           | 2005          | 5     | 0     | —                | —                | —                       | —                       | 5     | 0     | 0.00            |
| Aldosivi Argentina           | Total club    | Total club    | 5     | 0     | 0                | 0                | 0                       | 0                       | 5     | 0     | 0.00            |
| Guillermo Brown Argentina    | 3.ª           | 2006          | 12    | 3     | —                | —                | —                       | —                       | 12    | 3     | 0.25            |
| Guillermo Brown Argentina    | Total club    | Total club    | 12    | 3     | 0                | 0                | 0                       | 0                       | 12    | 3     | 0.25            |
| Deportes La Serena · Chile   | 1.ª           | 2007          | 13    | 11    | —                | —                | —                       | —                       | 13    | 11    | 0.85            |
| Deportes La Serena · Chile   | 1.ª           | 2008          | 16    | 10    | —                | —                | —                       | —                       | 16    | 10    | 0.63            |
| Deportes La Serena · Chile   | Total club    | Total club    | 29    | 21    | 0                | 0                | 0                       | 0                       | 29    | 21    | 0.72            |
| Once Caldas · Colombia       | 1.ª           | 2007          | 19    | 3     | —                | —                | —                       | —                       | 19    | 3     | 0.16            |
| Once Caldas · Colombia       | 1.ª           | 2008          | 14    | 1     | —                | —                | —                       | —                       | 14    | 1     | 0.07            |
| Once Caldas · Colombia       | Total club    | Total club    | 33    | 4     | 0                | 0                | 0                       | 0                       | 33    | 4     | 0.12            |
| Unión Española · Chile       | 1.ª           | 2009          | 33    | 21    | 2                | 3                | 4                       | 3                       | 39    | 27    | 0.69            |
| Unión Española · Chile       | 1.ª           | 2010          | 17    | 14    | 2                | 2                | —                       | —                       | 19    | 16    | 0.84            |
| River Plate Argentina        | 1.ª           | 2010          | 14    | 2     | —                | —                | —                       | —                       | 14    | 2     | 0.14            |
| River Plate Argentina        | Total club    | Total club    | 14    | 2     | 0                | 0                | 0                       | 0                       | 14    | 2     | 0.14            |
| Universidad de Chile · Chile | 1.ª           | 2011          | 28    | 15    | 1                | 1                | 8                       | 3                       | 37    | 19    | 0.51            |
| Dalian Aerbin China          | 1.ª           | 2012          | 13    | 6     | 1                | 0                | —                       | —                       | 14    | 6     | 0.43            |
| Dalian Aerbin China          | Total club    | Total club    | 13    | 6     | 1                | 0                | 0                       | 0                       | 14    | 6     | 0.43            |
| Arsenal de Sarandí Argentina | 1.ª           | 2012          | 7     | 0     | 1                | 0                | —                       | —                       | 8     | 0     | 0               |
| Arsenal de Sarandí Argentina | Total club    | Total club    | 7     | 0     | 1                | 0                | 0                       | 0                       | 8     | 0     | 0               |
| Unión Española · Chile       | 1.ª           | 2013          | 9     | 6     | 2                | 0                | —                       | —                       | 11    | 6     | 0.55            |
| Unión Española · Chile       | 1.ª           | 2013-14       | 20    | 12    | 2                | 2                | 7                       | 4                       | 29    | 18    | 0.62            |
| Universidad de Chile · Chile | 1.ª           | 2014-15       | 25    | 18    | —                | —                | 5                       | 2                       | 30    | 20    | 0.67            |
| Universidad de Chile · Chile | 1.ª           | 2015-16       | 17    | 9     | 9                | 6                | 2                       | 0                       | 28    | 15    | 0.54            |
| Universidad de Chile · Chile | Total club    | Total club    | 70    | 42    | 10               | 7                | 15                      | 5                       | 95    | 54    | 0.57            |
| Botafogo · Brasil            | 1.ª           | 2016          | 9     | 1     | 2                | 0                | —                       | —                       | 11    | 1     | 0.09            |
| Botafogo · Brasil            | Total club    | Total club    | 9     | 1     | 2                | 0                | 0                       | 0                       | 11    | 1     | 0.09            |
| Unión Española · Chile       | 1.ª           | 2017          | 10    | 4     | —                | —                | —                       | —                       | 10    | 4     | 0.4             |
| Unión Española · Chile       | Total club    | Total club    | 79    | 57    | 8                | 7                | 11                      | 7                       | 98    | 71    | 0.72            |
| Total carrera                | Total carrera | Total carrera | 330   | 161   | 22               | 14               | 26                      | 12                      | 378   | 187   | 0.49            |
| 1. 2. 3.                     |               |               |       |       |                  |                  |                         |                         |       |       |                 |

#### En competiciones internacionales
| Actualizado al último partido jugado el 2 de febrero de 2016. \| N.º \| Fecha \| Estadio \| Local \| \| Resultado \| \| Visitante \| Goles \| Competición \| \| --- \| ---------- \| --------------------------------------------------- \| ----------------------- \| \| --------- \| \| ----------------------- \| ----- \| ---------------------- \| \| 1 \| 05-08-2009 \| Estadio El Campín, Bogotá, Colombia \| La Equidad \| \| 2 - 2 \| \| Unión Española \| \| Copa Sudamericana 2009 \| \| 2 \| 25-08-2009 \| Estadio Santa Laura, Santiago, Chile \| Unión Española \| \| 1 - 0 \| \| La Equidad \| \| Copa Sudamericana 2009 \| \| 3 \| 23-09-2009 \| Estadio José Amalfitani, Buenos Aires, Argentina \| Vélez Sarsfield \| \| 3 - 2 \| \| Unión Española \| \| Copa Sudamericana 2009 \| \| 4 \| 01-10-2009 \| Estadio Santa Laura, Santiago, Chile \| Unión Española \| \| 2 - 2 \| \| Vélez Sarsfield \| \| Copa Sudamericana 2009 \| \| 5 \| 18-08-2011 \| Estadio Luis Franzini, Montevideo, Uruguay \| Fénix \| \| 0 - 0 \| \| Universidad de Chile \| \| Copa Sudamericana 2011 \| \| 6 \| 26-10-2011 \| Estadio Nacional, Santiago, Chile \| Universidad de Chile \| \| 1 - 0 \| \| Flamengo \| \| Copa Sudamericana 2011 \| \| 7 \| 03-11-2011 \| Estadio Julio Humberto Grondona, Sarandí, Argentina \| Arsenal \| \| 1 - 2 \| \| Universidad de Chile \| \| Copa Sudamericana 2011 \| \| 8 \| 17-11-2011 \| Estadio Nacional, Santiago, Chile \| Universidad de Chile \| \| 3 - 0 \| \| Arsenal \| \| Copa Sudamericana 2011 \| \| 9 \| 23-11-2011 \| Estadio São Januário, Río de Janeiro, Brasil \| Vasco da Gama \| \| 1 - 1 \| \| Universidad de Chile \| \| Copa Sudamericana 2011 \| \| 10 \| 30-11-2011 \| Estadio Santa Laura, Santiago, Chile \| Universidad de Chile \| \| 2 - 0 \| \| Vasco da Gama \| \| Copa Sudamericana 2011 \| \| 11 \| 08-12-2011 \| Estadio Casa Blanca, Quito, Ecuador \| Liga de Quito \| \| 0 - 1 \| \| Universidad de Chile \| \| Copa Sudamericana 2011 \| \| 12 \| 14-12-2011 \| Estadio Nacional, Santiago, Chile \| Universidad de Chile \| \| 3 - 0 \| \| Liga de Quito \| \| Copa Sudamericana 2011 \| \| 13 \| 18-02-2014 \| Estadio Rumiñahui, Sangolquí, Ecuador \| Independiente del Valle \| \| 2 - 2 \| \| Unión Española \| \| Copa Libertadores 2014 \| \| 14 \| 12-03-2014 \| Estadio Nuevo Gasómetro, Buenos Aires, Argentina \| San Lorenzo \| \| 1 - 1 \| \| Unión Española \| \| Copa Libertadores 2014 \| \| 15 \| 20-03-2014 \| Estadio Santa Laura, Santiago, Chile \| Unión Española \| \| 1 - 0 \| \| San Lorenzo \| \| Copa Libertadores 2014 \| \| 16 \| 02-04-2014 \| Estadio Maracaná, Río de Janeiro, Brasil \| Botafogo \| \| 0 - 1 \| \| Unión Española \| \| Copa Libertadores 2014 \| \| 17 \| 09-04-2014 \| Estadio Santa Laura, Santiago, Chile \| Unión Española \| \| 4 - 5 \| \| Independiente del Valle \| \| Copa Libertadores 2014 \| \| 18 \| 24-04-2014 \| Estadio Julio Humberto Grondona, Sarandí, Argentina \| Arsenal \| \| 0 - 0 \| \| Unión Española \| \| Copa Libertadores 2014 \| \| 19 \| 30-04-2014 \| Estadio Santa Laura, Santiago, Chile \| Unión Española \| \| 0 - 1 \| \| Arsenal \| \| Copa Libertadores 2014 \| \| 20 \| 17-02-2015 \| Estadio Nacional, Santiago, Chile \| Universidad de Chile \| \| 0 - 1 \| \| Emelec \| \| Copa Libertadores 2015 \| \| 21 \| 26-02-2015 \| Estadio Beira-Rio, Porto Alegre, Brasil \| Internacional \| \| 3 - 1 \| \| Universidad de Chile \| \| Copa Libertadores 2015 \| \| 22 \| 05-03-2015 \| Estadio Nacional, Santiago, Chile \| Universidad de Chile \| \| 3 - 1 \| \| The Strongest \| \| Copa Libertadores 2015 \| \| 23 \| 17-03-2015 \| Estadio Hernando Siles, La Paz, Bolivia \| The Strongest \| \| 5 - 3 \| \| Universidad de Chile \| \| Copa Libertadores 2015 \| \| 24 \| 16-04-2015 \| Estadio Nacional, Santiago, Chile \| Universidad de Chile \| \| 0 - 4 \| \| Internacional \| \| Copa Libertadores 2015 \| \| 25 \| 02-02-2016 \| Estadio Domingo Burgueño Miguel, Maldonado, Uruguay \| River Plate \| \| 2 - 0 \| \| Universidad de Chile \| \| Copa Libertadores 2016 \| \| 26 \| 09-02-2016 \| Estadio Nacional, Santiago, Chile \| Universidad de Chile \| \| 0 - 0 \| \| River Plate \| \| Copa Libertadores 2016 \| |            |                                                     |                         |                      |           |                      |                         |       |                        |
| N.º | Fecha      | Estadio                                             | Local                   |                      | Resultado |                      | Visitante               | Goles | Competición            |
| 1 | 05-08-2009 | Estadio El Campín, Bogotá, Colombia                 | La Equidad              | Bandera de Colombia  | 2 - 2     | Bandera de Chile     | Unión Española          |       | Copa Sudamericana 2009 |
| 2 | 25-08-2009 | Estadio Santa Laura, Santiago, Chile                | Unión Española          | Bandera de Chile     | 1 - 0     | Bandera de Colombia  | La Equidad              |       | Copa Sudamericana 2009 |
| 3 | 23-09-2009 | Estadio José Amalfitani, Buenos Aires, Argentina    | Vélez Sarsfield         | Bandera de Argentina | 3 - 2     | Bandera de Chile     | Unión Española          |       | Copa Sudamericana 2009 |
| 4 | 01-10-2009 | Estadio Santa Laura, Santiago, Chile                | Unión Española          | Bandera de Chile     | 2 - 2     | Bandera de Argentina | Vélez Sarsfield         |       | Copa Sudamericana 2009 |
| 5 | 18-08-2011 | Estadio Luis Franzini, Montevideo, Uruguay          | Fénix                   | Bandera de Uruguay   | 0 - 0     | Bandera de Chile     | Universidad de Chile    |       | Copa Sudamericana 2011 |
| 6 | 26-10-2011 | Estadio Nacional, Santiago, Chile                   | Universidad de Chile    | Bandera de Chile     | 1 - 0     | Bandera de Brasil    | Flamengo                |       | Copa Sudamericana 2011 |
| 7 | 03-11-2011 | Estadio Julio Humberto Grondona, Sarandí, Argentina | Arsenal                 | Bandera de Argentina | 1 - 2     | Bandera de Chile     | Universidad de Chile    |       | Copa Sudamericana 2011 |
| 8 | 17-11-2011 | Estadio Nacional, Santiago, Chile                   | Universidad de Chile    | Bandera de Chile     | 3 - 0     | Bandera de Argentina | Arsenal                 |       | Copa Sudamericana 2011 |
| 9 | 23-11-2011 | Estadio São Januário, Río de Janeiro, Brasil        | Vasco da Gama           | Bandera de Brasil    | 1 - 1     | Bandera de Chile     | Universidad de Chile    |       | Copa Sudamericana 2011 |
| 10 | 30-11-2011 | Estadio Santa Laura, Santiago, Chile                | Universidad de Chile    | Bandera de Chile     | 2 - 0     | Bandera de Brasil    | Vasco da Gama           |       | Copa Sudamericana 2011 |
| 11 | 08-12-2011 | Estadio Casa Blanca, Quito, Ecuador                 | Liga de Quito           | Bandera de Ecuador   | 0 - 1     | Bandera de Chile     | Universidad de Chile    |       | Copa Sudamericana 2011 |
| 12 | 14-12-2011 | Estadio Nacional, Santiago, Chile                   | Universidad de Chile    | Bandera de Chile     | 3 - 0     | Bandera de Ecuador   | Liga de Quito           |       | Copa Sudamericana 2011 |
| 13 | 18-02-2014 | Estadio Rumiñahui, Sangolquí, Ecuador               | Independiente del Valle | Bandera de Ecuador   | 2 - 2     | Bandera de Chile     | Unión Española          |       | Copa Libertadores 2014 |
| 14 | 12-03-2014 | Estadio Nuevo Gasómetro, Buenos Aires, Argentina    | San Lorenzo             | Bandera de Argentina | 1 - 1     | Bandera de Chile     | Unión Española          |       | Copa Libertadores 2014 |
| 15 | 20-03-2014 | Estadio Santa Laura, Santiago, Chile                | Unión Española          | Bandera de Chile     | 1 - 0     | Bandera de Argentina | San Lorenzo             |       | Copa Libertadores 2014 |
| 16 | 02-04-2014 | Estadio Maracaná, Río de Janeiro, Brasil            | Botafogo                | Bandera de Brasil    | 0 - 1     | Bandera de Chile     | Unión Española          |       | Copa Libertadores 2014 |
| 17 | 09-04-2014 | Estadio Santa Laura, Santiago, Chile                | Unión Española          | Bandera de Chile     | 4 - 5     | Bandera de Ecuador   | Independiente del Valle |       | Copa Libertadores 2014 |
| 18 | 24-04-2014 | Estadio Julio Humberto Grondona, Sarandí, Argentina | Arsenal                 | Bandera de Argentina | 0 - 0     | Bandera de Chile     | Unión Española          |       | Copa Libertadores 2014 |
| 19 | 30-04-2014 | Estadio Santa Laura, Santiago, Chile                | Unión Española          | Bandera de Chile     | 0 - 1     | Bandera de Argentina | Arsenal                 |       | Copa Libertadores 2014 |
| 20 | 17-02-2015 | Estadio Nacional, Santiago, Chile                   | Universidad de Chile    | Bandera de Chile     | 0 - 1     | Bandera de Ecuador   | Emelec                  |       | Copa Libertadores 2015 |
| 21 | 26-02-2015 | Estadio Beira-Rio, Porto Alegre, Brasil             | Internacional           | Bandera de Brasil    | 3 - 1     | Bandera de Chile     | Universidad de Chile    |       | Copa Libertadores 2015 |
| 22 | 05-03-2015 | Estadio Nacional, Santiago, Chile                   | Universidad de Chile    | Bandera de Chile     | 3 - 1     | Bandera de Bolivia   | The Strongest           |       | Copa Libertadores 2015 |
| 23 | 17-03-2015 | Estadio Hernando Siles, La Paz, Bolivia             | The Strongest           | Bandera de Bolivia   | 5 - 3     | Bandera de Chile     | Universidad de Chile    |       | Copa Libertadores 2015 |
| 24 | 16-04-2015 | Estadio Nacional, Santiago, Chile                   | Universidad de Chile    | Bandera de Chile     | 0 - 4     | Bandera de Brasil    | Internacional           |       | Copa Libertadores 2015 |
| 25 | 02-02-2016 | Estadio Domingo Burgueño Miguel, Maldonado, Uruguay | River Plate             | Bandera de Uruguay   | 2 - 0     | Bandera de Chile     | Universidad de Chile    |       | Copa Libertadores 2016 |
| 26 | 09-02-2016 | Estadio Nacional, Santiago, Chile                   | Universidad de Chile    | Bandera de Chile     | 0 - 0     | Bandera de Uruguay   | River Plate             |       | Copa Libertadores 2016 |

#### Tripletes
Actualizado de acuerdo al último partido jugado el 20 de diciembre de 2017.
| Partidos en los que anotó tres o más goles | Partidos en los que anotó tres o más goles | Partidos en los que anotó tres o más goles | Partidos en los que anotó tres o más goles  | Partidos en los que anotó tres o más goles | Partidos en los que anotó tres o más goles | Partidos en los que anotó tres o más goles |
| N.º                                        | Fecha                                      | Estadio                                    | Partido                                     | Goles                                      | Resultado                                  | Competición                                |
| ------------------------------------------ | ------------------------------------------ | ------------------------------------------ | ------------------------------------------- | ------------------------------------------ | ------------------------------------------ | ------------------------------------------ |
| 1                                          | 9 de junio de 2007                         | La Portada, La Serena                      | Deportes La Serena - Ñublense               |                                            | 6 - 2                                      | Torneo Apertura 2007                       |
| 2                                          | 26 de julio de 2008                        | Sausalito, Viña del Mar                    | Everton - Deportes La Serena                |                                            | 5 - 5                                      | Torneo Clausura 2008                       |
| 3                                          | 2 de septiembre de 2009                    | Nicolás Chahuán Nazar, La Calera           | Unión La Calera - Unión Española            |                                            | 2 - 5                                      | Copa Chile 2009                            |
| 4                                          | 12 de diciembre de 2010                    | Nacional, Santiago                         | Universidad de Chile - Unión Española       |                                            | 1 - 4                                      | Liguilla Pre-Libertadores 2010             |
| 5                                          | 12 de junio de 2011                        | Nacional, Santiago                         | Universidad Católica - Universidad de Chile |                                            | 1 - 4                                      | Torneo Apertura 2011                       |
| 6                                          | 11 de mayo de 2013                         | Santa Laura, Santiago                      | Unión Española - Deportes Antofagasta       |                                            | 3 - 1                                      | Torneo de Transición 2013                  |
| 7                                          | 5 de abril de 2015                         | San Carlos, Santiago                       | Universidad Católica - Universidad de Chile |                                            | 2 - 4                                      | Torneo Clausura 2015                       |

### Como entrenador
| Equipo                 | Div.  | Temporada | Liga | Liga | Liga | Liga | Liga |    | Copa | Copa | Copa | Copa |   | Internacional | Internacional | Internacional | Internacional | Internacional |   | Otros | Otros | Otros | Otros |   | Totales     | Totales | Totales | Totales | Totales | Totales | Totales | Totales | Totales |
| Equipo                 | Div.  | Temporada | PD   | G    | E    | P    | Pos. | PD | G    | E    | P    | PD   | G | E             | P             | Pos.          | PD            | G             | E | P     | PD    | G     | E     | P | Rendimiento | GF      | GC      | Dif.    | Ptos.   |         |         |         |         |
| ---------------------- | ----- | --------- | ---- | ---- | ---- | ---- | ---- | -- | ---- | ---- | ---- | ---- | - | ------------- | ------------- | ------------- | ------------- | ------------- | - | ----- | ----- | ----- | ----- | - | ----------- | ------- | ------- | ------- | ------- | ------- | ------- | ------- | ------- |
| Unión Española · Chile | 1.ª   | 2022      | 7    | 0    | 1    | 6    | 11.° | 5  | 3    | 2    | 0    | -    | - | -             | -             | -             | -             | -             | - | -     | 12    | 3     | 3     | 6 | 33.33%      | 12      | 16      | -4      | 12      |         |         |         |         |
| Unión Española · Chile | Total | Total     | 7    | 0    | 1    | 6    | -    | 5  | 3    | 2    | 0    | -    | - | -             | -             | -             | -             | -             | - | -     | 12    | 3     | 3     | 6 | 33.33%      | 12      | 16      | -4      | 12      |         |         |         |         |
| 1.                     |       |           |      |      |      |      |      |    |      |      |      |      |   |               |               |               |               |               |   |       |       |       |       |   |             |         |         |         |         |         |         |         |         |

## Palmarés

### Campeonatos nacionales
| Título              | Club                 | País      | Año     |
| ------------------- | -------------------- | --------- | ------- |
| Torneo Argentino B  | Cipolletti           | Argentina | 2006-07 |
| Primera División    | Universidad de Chile | Chile     | 2011-A  |
| Primera División    | Universidad de Chile | Chile     | 2011-C  |
| Supercopa Argentina | Arsenal de Sarandí   | Argentina | 2012    |
| Primera División    | Unión Española       | Chile     | 2013-T  |
| Supercopa de Chile  | Unión Española       | Chile     | 2013    |
| Primera División    | Universidad de Chile | Chile     | 2014-A  |
| Supercopa de Chile  | Universidad de Chile | Chile     | 2015    |
| Copa Chile          | Universidad de Chile | Chile     | 2015    |

### Campeonatos internacionales
| Título            | Club                 | Sede  | Año  |
| ----------------- | -------------------- | ----- | ---- |
| Copa Sudamericana | Universidad de Chile | Chile | 2011 |

### Distinciones individuales
| Distinción                                                                              | Año  |
| --------------------------------------------------------------------------------------- | ---- |
| Incluido dentro de las 50 mejores figuras históricas de Universidad de Chile por AS.com | 2016 |